# Kamen Rider Kiva (personaje)
Kamen Rider Kiva (仮面 ライダー キバ Kamen Raida Kiba?) es el protagonista principal y personaje epónimo de la Serie 2008 Kamen Rider, Kamen Rider Kiva. "Kiva" es una abreviatura para el "rey de los vampiros", que juega en las conexiones de Kiva al Rey Fangire. El nombre japonés también viene de una lectura de la palabra "colmillo" (牙, kiba?).

## Wataru Kurenai
Interpretado por Koji Seto. Es un joven tímido que nunca miente, manteniendo a sí mismo debido a su obsesión por la higiene. Él trabaja en un taller para continuar con el legado de su padre de construcción de instrumentos con un sueño para crear el último violín, utilizando métodos extraños para lograrlo. Sin embargo, Wataru está destinado desde su nacimiento para convertirse en el actual Kamen Rider Kiva como su madre Maya de la Checkmate Four, recibiendo un botón con un diamante incrustado en la corona de ella cuando era un bebé. De hecho, es el medio hermano de Taiga Nobori. Cuando era niño, Maya lo dejó en la casa solariega de estilo europeo en la que vivió su padre para protegerlo de la venganza de sus enemigos. Sin embargo, como el edificio dice que es perseguido, Wataru es referido por sus vecinos como "Obaketaro (お化け 太郎, Obaketarō?, Literalmente "niño fantasma"). Él se une a Kivat para luchar contra la carrera Fangire y proteger a la humanidad de ellos, sólo porque la Bloody Rose le ordena "la lucha". Pero con el tiempo, Wataru se entera de su legado de la familia y la naturaleza como un Fangire, así como el deseo que se ponga a alguien como su padre. Evidentemente, Wataru es el que ha heredado el manto de Kiva de su madre, como su predecesor, de pura sangre fue el anterior Rey de la Checkmate Four que intentó destruir a la humanidad en 1986 cuando Otoya toma el poder y lo usa para vencerlo a costa de su vida.
Wataru ha poseído un violín único llamado la Rosa Sangrienta (ブラッディ ローズ, Buraddi Rozu?), Que fue creado por Otoya y Maya como el "violín último", más tarde se rumorea que es el producto de Otoya vender su alma al diablo, que no es del todo falso, en un sentido. La Rosa Sangrienta sólo suena cada vez que un Fangire se detecta en la zona, su música es escuchada por Kivat y Wataru, que lo escucha como una voz que le ordenaba "la lucha", como lo señala la ubicación exacta de la Fangire que se pudo encontrar. Cuando se utiliza, la Bloody Rose también puede alterar la actividad de un Fangire. Sin embargo, la Rosa Sangrienta es simpática para la mentalidad de Wataru de cómo se quebró y cayó en una profunda depresión. Sin embargo, después de su reparación, Wataru se entera de que la Bloody Rose tiene los deseos de su padre, poniendo en él su propio deseo de asumir el Estilo de Vuelo.
Durante la serie, Wataru comienza a superar su miedo al mundo exterior, conoce a Mio y se enamora de ella mientras se reunió con su amigo de la infancia Taiga. Pero después de ganar la Espada Zanvat, Wataru se entera de que Mio y Taiga son Fangire mientras ellos aprenden su identidad como Kiva. Poco después, Wataru se entera de que él es más joven que Taiga, el medio hermano. Wataru lentamente acepta esto con intenciones de construir un mundo donde tanto Fangires y los seres humanos pueden coexistir pacíficamente. A pesar de las dificultades de ser utilizado por Taiga para atacar a sus amigos hasta la muerte de Mio, Wataru viaje de vuelta en el tiempo para conocer a su padre y abre los ojos. Con una voluntad fuerte, Wataru derrota Taiga para convertirse en el nuevo rey Fangire como su manera de protegerlo. Después de los dos finalmente ponen sus diferencias a un lado y derrotan al Bat Fangire revivido, Wataru y Taiga entran en una pelea amistosa para ver quién se convierte en el nuevo rey. Días más tarde, justo cuando está a punto de tocar el violín en la boda de Megumi y Nago, un hombre joven que llevaba un cinturón Kivat llamado Masao Kurenai entra en la recepción y dice ser hijo de Wataru de 22 años en el futuro. Él advierte a su padre de una nueva amenaza para la humanidad y les muestra, Taiga, Nago, los monstruos de Armas, y al resto de la recepción un portal en el cielo. Al final, Wataru, con Masao como Kiva, Rising Ixa, Dark Kiva, y los monstruos de armas a su lado, se transforma en el Formulario emperador y se enfrenta a este nuevo mal.

## Kamen Rider Kiva
Al igual que varios Kamen Riders anteriores a él, incluyendo BLACK RX, Kuuga, Agito, Den-O, y Zeronos, Kiva tiene múltiples formas que le otorgan diferentes armas y habilidades.Las características de Kiva son de un vampiro y su motivo es un murciélago,junto con su visera se inspiraron en Jack O'Lantern, con sus ataques finales heredados de Maya. Sin embargo, a diferencia de su predecesora, la naturaleza de Wataru como un híbrido Humano-Fangire lo deja incapaz de aprovechar al máximo el poder completo de Kiva con la Catena (カテナ, Katena?). Además, Tatsulot y Zanvat sirven como medios de coerción para mantener el poder de Kiva de tomar el control completo de Wataru.

### Kiva Form
Es la forma de Kiva por defecto, se accede a través de la mordedura de Kivat, cuyo estado determina la capacidad de Kiva en una batalla. Él es capaz de ver en la oscuridad con su visor llamado Omnilens. De esta forma, Kiva puede utilizar cualquiera de los Fuestles, con el Wake Up Fuestle para abrir las cadenas Catena en la pierna derecha conocida como la Puerta del Infierno de metal Lucifer ( ) para Kiva puede usar su Rider Kick: Darkness Moon Break. El tiro tiene un impacto de 30.000 kg, lo suficiente para dejar un cráter en forma de alas de murciélago (insignia de Kiva) sobre cualquier superficie en contacto con el cuerpo de vidrio de un Fangire que se rompe al instante. Kiva también puede realizar una variante más fuerte de la Darkness Moon Break cuando se lo arroja del fuego del Castillo Doran. Cuando el Darkness Moon Break se lleva a cabo, el día se convierte en noche y una luna creciente aparece en el cielo. Su motivo es el de un vampiro. 

### Garulu Form
Es la forma de Kiva que se accede desde el Garulu Fuestle y es energizado por el Garulu Saber. De esta forma, la armadura del brazo en el pecho y Omnilens Kiva / gira a un tono de azul llamado Garulu Cobalt que coloca a Kiva bajo la influencia de Garulu. Esta forma de energía está relacionada con las fases de la luna, y está en su apogeo cuando la luna está llena. El formulario de Garulu es capaz de manipular el sonido, ha aumentado la velocidad y la astucia, debido a la ferocidad bestial es capaz de realizar el Garulu Howling Slash. Cuando se lleva a cabo, el día se convierte en noche y una luna llena aparece en el cielo, como la que hace referencia la transformación de un ser humano en un hombre lobo. Su motivo es el de un hombre lobo.

### Basshaa Form
Es la forma de Kiva que se accede desde el Basshaa Fuestle y concede el acceso al Basshaa Magnum. De esta forma, la Omnilens y el pecho de Kiva / armadura del brazo derecho toman un tono de verde llamado Basshaa Esmerald que coloca a Kiva bajo la influencia de Basshaa. En este estado, Kiva pierde la mayor parte de su fuerza y habilidad, pero gana un dominio del combate de largo alcance y es capaz de analizar los puntos débiles de su oponente para apuntar con la puntería exacta. La Forma de Basshaa también puede manipular el agua, capaz de crear la lluvia así como un fondo del agua necesaria para realizar el Basshaa Aqua Tornado. Cuando es realizado, el día se convierte en noche y se forma una media luna en el cielo, como la que hace referencia al cambio del reflujo y el flujo de las mareas en su fase. Su motivo es el Hombre-Branquia.
- Datos: Q865460